# Comune di Tranekær
Il comune di Tranekær fino al 1º gennaio 2007 è stato un comune danese situato nella Contea di Fionia, il comune aveva una popolazione di 3 439 abitanti (2006) e una superficie di 107,45 km². Capoluogo era la cittadina omonima.
Dal 1º gennaio 2007, con l'entrata in vigore della riforma amministrativa, il comune è stato soppresso e accorpato ai comuni di Rudkøbing e Sydlangeland per dare luogo al neo-costituito comune di Langeland compreso nella regione della Danimarca Meridionale (Syddanmark).